# Osojnik (żupania primorsko-gorska)
Osojnik – wieś w Chorwacji, w żupanii primorsko-gorskiej, w mieście Vrbovsko. W 2011 roku liczyła 102 mieszkańców.